# Elizabeth Bangs Bryant
Elizabeth Bangs Bryant (ur. 1875, zm. 1953) – amerykańska arachnolog specjalizująca się w pająkach.

## Życiorys
Bryant urodziła się 7 kwietnia 1875. W młodości zbierała pająki podczas wycieczek po Nowej Anglii oraz często odwiedzała Agassiz Museum w Cambridge, gdzie zaczęła współpracować z Samuelem Henshawem, a przede wszystkim J.H. Emertonem. Zajmowała się tam sekcją dotyczącą pająków. Pierwszy artykuł, listę lokalnych gatunków pająków, napisała w 1908, jednak na dobre zaczęła publikować dopiero w wieku 55 lat. Pisała głównie o pająkach Karaibów. Zmarła 6 stycznia 1953.